# Ferrara
Ferrara er en italiensk by i regionen Emilia-Romagna. Ferrara har 129.340(2023) indbyggere og er beliggende på jernbaneforbindelsen mellem Bologna og Padova. Byen er hovedstad i provinsen Ferrara.
I perioden 1240-1598 regerede familien d'Este i Ferrara og gjorde den til en af de betydeligste byer i det daværende Italien, og der er i byen fortsat bevaret meget fra denne epoke, ikke mindst den store borg, Castello Estense, der ligger midt i byen omgivet af voldgrave. Borgen blev påbegyndt i 1385 og er meget velbevaret. Domkirken, der ligger i umiddelbar nærhed af borgen, blev påbegyndt i 1135. Langs den ene side af domkirken er bevaret en række små handelsboder fra 1400-tallet, der fortsat er i brug. Kvarteret omkring borgen og domkirken er præget af smalle, brolagte gader med mange bygninger fra middelalderen og renæssancen. Ferraras centrum er omgivet af mure og volde fra middelalderen.
Ferrara blev optaget på UNESCOs verdensarvsliste i 1995.

## Seværdigheder
|           |
| Domkirken |

|                      |
| Palazzo dei Diamanti |